# Cock Sparrer
Cock Sparrer (первоначально — Cock Sparrow) — британская панк-группа, образовавшаяся в 1972 году, игравшая некоторое время грубый паб-рок (в духе Dr. Feelgood), но вскоре оказавшаяся в рядах Streetpunk/Oi!-движения. Принято считать, что название группы имеет отношение к петушиным боям, но в действительности Cock Sparrow имеет отношение к интимной сфере.  Cock Sparrer (из-за проблем с лейблом выпустившие первый альбом Shock Troops лишь через пять лет после выхода дебютного сингла «Running Riot»), не имели коммерческого успеха и игнорировались прессой (которая подозревала их в симпатии к национальному фронту), но имели авторитет в панк-сообществе, о чём свидетельствуют несколько кавер-версий, сделанных на их песни.

## Дискография

### Альбомы
- Shock Troops (Razor, 1983)
- Running Riot in '84 (Syndicate, 1984)
- True GritRazor (1987)
- Guilty as Charged (Bitzcore, 1994)
- Two Monkeys (Bitzcore, 1997)
- Here We Stand (Captain Oi!, 2007)
- Forever (2017)

### Концертные альбомы
- Live and Loud, 1987, Link
- Live: Runnin' Riot Across the USA", 2000
- Back Home, 2003, Captain Oi!

### Сборники
- England Belongs To Me, 1997, Harry May
- Bloody Minded, 1999, Dr. Strange/Bitzcore
- The Decca Years, 2006
- 40 years, 2012

### Синглы
- «Running Riot» / «Sister Suzie», 1977, Decca
- «We Love You» / «Chip on my Shoulder», 1977, Decca
- «England Belongs to Me» / «Argy Bargy», 1982, Carerre
- «Run Away», 1995, Bitzcore
- «Too Late» / «Because You’re Young», 2007, Captain Oi!
- «Did You Have A Nice Life Without Me?» / «So Many Things», 2008, Dirty Punk
- «Spirit of '76» / laser etching, Coming Soon, Pirates Press Records